# Paratropesa
Paratropesa is een ondergeslacht van het geslacht van insecten Teucholabis binnen de familie steltmuggen (Limoniidae).

## Soorten
Deze lijst van 13 stuks is mogelijk niet compleet.
- T. (Paratropesa) collaris (Osten Sacken, 1888)
- T. (Paratropesa) chalybeia (Alexander, 1927)
- T. (Paratropesa) inouei (Alexander, 1955)
- T. (Paratropesa) laneana (Alexander, 1959)
- T. (Paratropesa) neocollaris (Alexander, 1944)
- T. (Paratropesa) nigrocoxalis (Alexander, 1936)
- T. (Paratropesa) nodulifera (Alexander, 1949)
- T. (Paratropesa) paracollaris (Alexander, 1945)
- T. (Paratropesa) placabilis (Alexander, 1941)
- T. (Paratropesa) praeusta (Osten Sacken, 1886)
- T. (Paratropesa) singularis (Schiner, 1868)
- T. (Paratropesa) subcollaris (Alexander, 1940)
- T. (Paratropesa) subchalybeia (Alexander, 1979)